# Robert Bartlett (Entdecker)

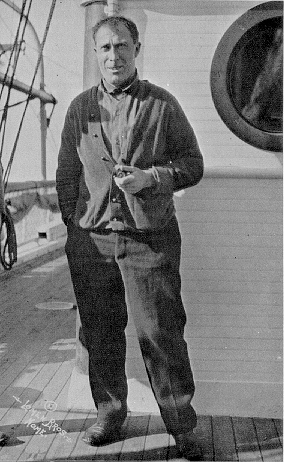
Robert Bartlett, 1914

Robert „Bob“ Abram Bartlett (* 15. August 1875 in Brigus, Neufundland und Labrador, Kanada; † 28. April 1946 in New York City, Vereinigte Staaten) war ein kanadisch-amerikanischer Polarforscher. Er unternahm mehr als 40 Expeditionen in die Arktis und hält damit bis heute einen Rekord. Für seine Errungenschaften und Erfolge in der Kartografie wurde er mehrfach ausgezeichnet.

## Biografie

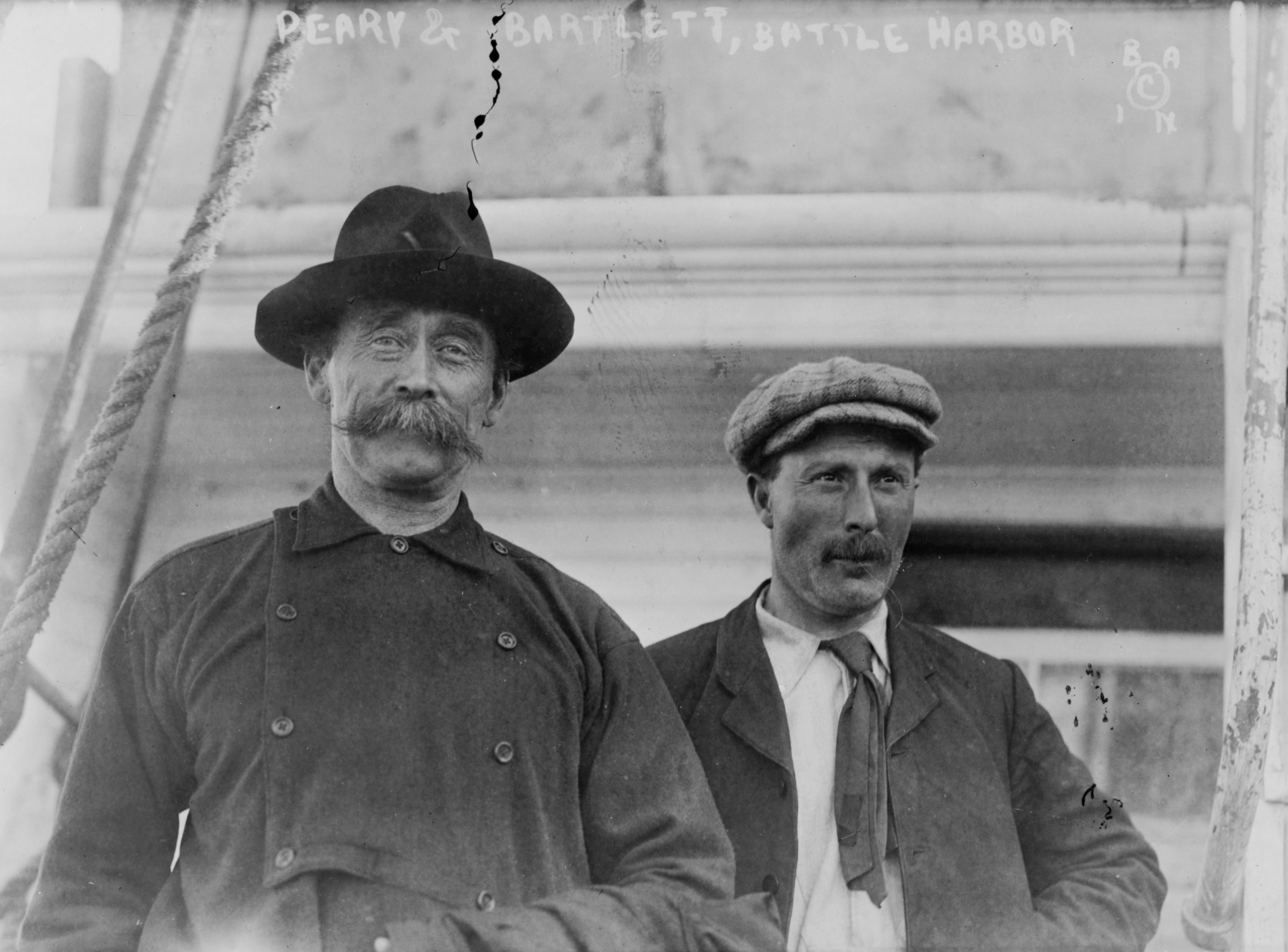
Robert Bartlett und Robert Edwin Peary auf einem Schiff in Battle Harbour, Labrador, 1909

Bartlett war das älteste von zehn Kindern seiner Eltern William James Bartlett und Mary J. Leamon und wurde in eine lange Familientradition von Seefahrern hineingeboren. Bereits mit 17 Jahren übernahm er das Kommando eines Schiffs und pflegte eine lebenslange Vorliebe für die Arktis, die er mehr als 50 Jahre lang in über 40 Expeditionen erforschte und kartierte. Dieser Rekord ist bis heute unerreicht. Bekannt wurde Bartlett vor allem als Kapitän der Roosevelt und Begleiter von Robert Edwin Peary bei dessen Versuchen, den Nordpol zu erreichen. Er war zudem der erste Mensch, der den 88. nördlichen Breitengrad überquerte. Er ist vermutlich der uneheliche Vater von Qaavigarsuaq Miteq (um 1899–1978), der Knud Rasmussen auf der Fünften Thule-Expedition begleitete.
Robert Bartlett übernahm 1914 während Vilhjálmur Stefánssons kanadischer Arktisexpedition das Kommando über eines der beteiligten Schiffe, die Karluk. Nachdem diese im Eis nördlich Alaskas festgefroren war, verließ Stefánsson das Schiff. Die Karluk trieb 5 Monate im Eis weiter in die Tschuktschensee bis in die Nähe der Wrangelinsel, wo sie schließlich sank. Der größte Teil der Mannschaft konnte sich auf die Wrangelinsel retten. Bartlett reiste daraufhin gemeinsam mit dem Inuit-Jäger Kataktovik 700 Meilen (rund 1.125 km) über die zugefrorene Tschuktschensee und durch Sibirien bis nach Alaska, wo sie eine neue Expedition zusammenstellten, um die Überlebenden auf der Wrangelinsel zu retten. Für diese Tat erhielt Bartlett die höchste Auszeichnung der National Geographic Society.
1917 rettete er die Mitglieder der vom Unglück verfolgten Crocker-Land-Expedition unter der Leitung von Donald Baxter MacMillan (1874–1970), die zum Zeitpunkt ihrer Rettung bereits seit vier Jahren im Eis festgesessen hatten.
Von 1925 bis 1945 führte er das Kommando auf seinem eigenen Schiff, der Effie M. Morrissey, und unternahm mit ihr eine Vielzahl von wissenschaftlichen Reisen in die Arktis, die häufig von amerikanischen Museen, dem Explorers Club und der National Geographic Society finanziert wurden. Während des Zweiten Weltkriegs kartografierte er die Arktis im Auftrag der Bundesregierung der Vereinigten Staaten.
1931 spielte Bartlett die Hauptrolle des Captain Barker in dem Film Der Wikinger. Der Film wurde nahezu ausschließlich vor Ort in Neufundland gedreht, und bei einer Action-Szene explodierte das Begleitschiff, von dem aus gefilmt wurde. 28 Männer verloren dabei ihr Leben. Der Film wurde dennoch veröffentlicht und hatte ironischerweise den namensgebenden Robbenfänger The Viking zum Thema, dessen von Bartlett gespielter Kapitän stolz darauf war, noch nie einen Seemann verloren zu haben.
Robert Bartlett starb im Alter von 70 Jahren in einem Krankenhaus in New York City an einer Lungenentzündung und wurde in seiner Heimatstadt beerdigt. Sein dortiges Wohnhaus, Hawthorne Cottage, ist heute als National Historic Site of Canada anerkannt.

## Ehrungen
Die National Geographic Society verlieh Bartlett 1909 die Hubbard-Medaille als Anerkennung für das Auffinden einer Route durch den gefrorenen Arktischen Ozean bis auf 150 Meilen (rund 240 km) an den Nordpol heran. Von der Expedition zum Nordpol selbst wurde er jedoch – wahrscheinlich aufgrund seiner Rivalität mit Robert Edwin Peary – ausgeschlossen. 1927 wurde er von den Boy Scouts of America zu einem der ersten „Ehrenscouts“ ernannt, zu denen auch Richard E. Byrd, Charles Lindbergh und Orville Wright zählen. Die American Geographical Society machte ihn 1918 zum Ehrenmitglied und verlieh ihm 1925 die Charles-P.-Daly-Medaille. 1944 erhielt Bartlett die Peary-Polar-Expeditions-Medaille.
Am 8. Mai 1969 ehrte die kanadische Regierung, vertreten durch den für das Historic Sites and Monuments Board of Canada zuständigen Minister, Bartlett und erklärte ihn zu einer „Person von nationaler historischer Bedeutung“.
Das Schiff CCGS Bartlett der Kanadischen Küstenwache ist nach ihm benannt, und die Canada Post widmete ihm am 10. Juli 2009 eine eigene Briefmarke.

## In der Popkultur
Der Schriftsteller Eric Walters verarbeitete einige Teile von Bartletts Entdeckungsfahrten in seinen Romanen Trapped in Ice und The Pole. Juri Sergejewitsch Rytcheu übernahm Ereignisse von Bartletts und Kataktoviks Reise über die Tschuktschen-Halbinsel in einer Episode seines Romans A Dream in Polar Fog.

## Eigene Werke (Auswahl)
- Robert A. Bartlett: Northward ho! The last voyage of the Karluk. Small, Maynard, Boston 1916, OCLC 960125644.
- Robert A. Bartlett: The log of Bob Bartlett: The true story of forty years of seafaring and exploration. Flanker Press, St. John’s 2006, ISBN 978-1-897317-00-6.